# 1,4-cycloheptadieen
1,4-cycloheptadieen is een cyclische niet-aromatische verbinding met als brutoformule C7H10. De stof komt voor als een kleurloze vloeistof, die onoplosbaar is in water. 
1,4-cycloheptadieen wordt gebruikt als bouwsteen bij organische syntheses.